# Virus de la varicel·la zòster
El virus de la varicel·la zòster (VVZ) o Herpesvirus varicellae és un virus que pot causar dues malalties molt freqüents; la varicel·la i l'herpes zòster (HZ) o foc de Sant Antoni. També pot ser anomenada virus de l'herpes humà de tipus 3, VHH-3 o, en anglès, HHV-3. L'ésser humà és l'únic reservori d'aquest virus.

## Un virus, dues malalties
La varicel·la és sobretot molt freqüent a la infància. Quan el cos humà acaba amb la malaltia, el virus no queda eliminat del cos i, encara que ja no dóni símptomes ni molèsties, queda, de forma latent doncs, als ganglis, al sistema nerviós, amb la qual cosa roman lluny del sistema immunitari. Qualsevol causa que faci baixar les defenses de la persona, i més freqüentment quan aquesta és gran, pot produir que es desenvolupi un herpes zòster en una zona determinada del cos, que es manifesta en una erupció localitzada que dura de dues a quatre setmanes. Això passa perquè el virus que estava latent i que es reactiva, es troba en el teixit nerviós, i inflama el mateix nervi, que té un recorregut al cos, sota la pell, i és així com arriba a la zona de la pell corresponent als llocs per on passa, envaint les cèl·lules de l'epidermis.
L'herpes zòster es pot desenvolupar diverses vegades a la vida mentre que la varicel·la només es passa un cop. Tant una persona amb varicel·la com una amb herpes zòster, per contagi amb les erupcions o per expectoracions respiratòries, pot contagiar els altres d'aquest virus, que es manifestarà el primer cop en forma de varicel·la. En canvi, un herpes zòster no es contagia mai directament, sinó que la persona que el pateix per primer cop ja ha hagut de passar abans una varicel·la, encara que pot ser que no se'n recordi o que hagi estat tan lleu que no li hagi donat importància. També pot ser que una persona tingui un cop la varicel·la i que mai desenvolupi un herpes zòster.

## Descripció
El VVZ té la mateixa morfologia que els altres virus de la mateixa família, els Herpesviridae, com per exemple el virus de l'herpes simple (VHS). El virus conté una càpsida icosaèdrica de 120nm de diàmetre. El seu genoma és una molècula d'ADN de doble hèlix i de 125.000 parells de bases. La multiplicació dels virus es dona dins del nucli cel·lular.

## Epidemiologia
El VVZ és un virus molt contagiós, responsable de petites epidèmies i que es contagia per contacte directe del líquid que contenen les erupcions, o per les mans que les han tocades, si no es renten amb sabó, o també per tota mena d'objectes compartits que les hagin tocat. També és possible contagiar-se per expectoració respiratòria, tant durant el desenvolupament de la malaltia com quan aquesta encara està en procés d'incubació. A Europa un 90% de la població està infectada per aquest virus.

## Vacunació
La varicel·la es pot prevenir amb la vacuna de la varicel·la, que de vegades s'administra als nens junt amb la triple vírica i també s'està estudiant una vacuna contra l'herpes zòster per a persones que han passat la varicel·la.